# Saloca ryvkini
Saloca ryvkini är en spindelart som beskrevs av Kirill Yeskov och Yuri M. Marusik 1994. Saloca ryvkini ingår i släktet Saloca och familjen täckvävarspindlar. Inga underarter finns listade i Catalogue of Life.